# Bende van Nijvel
De Bende van Nijvel (in het Frans aangeduid als Les tueurs du Brabant of Les tueries du Brabant) was een groep misdadigers die in 1982, 1983 en 1985 reeksen moorden, inbraken, diefstallen en overvallen pleegde in België. Daarbij vielen in totaal 28 doden en ruim 40 gewonden. Met name de bloedige roofovervallen op supermarkten van Delhaize in 1985 schokten de Belgen.

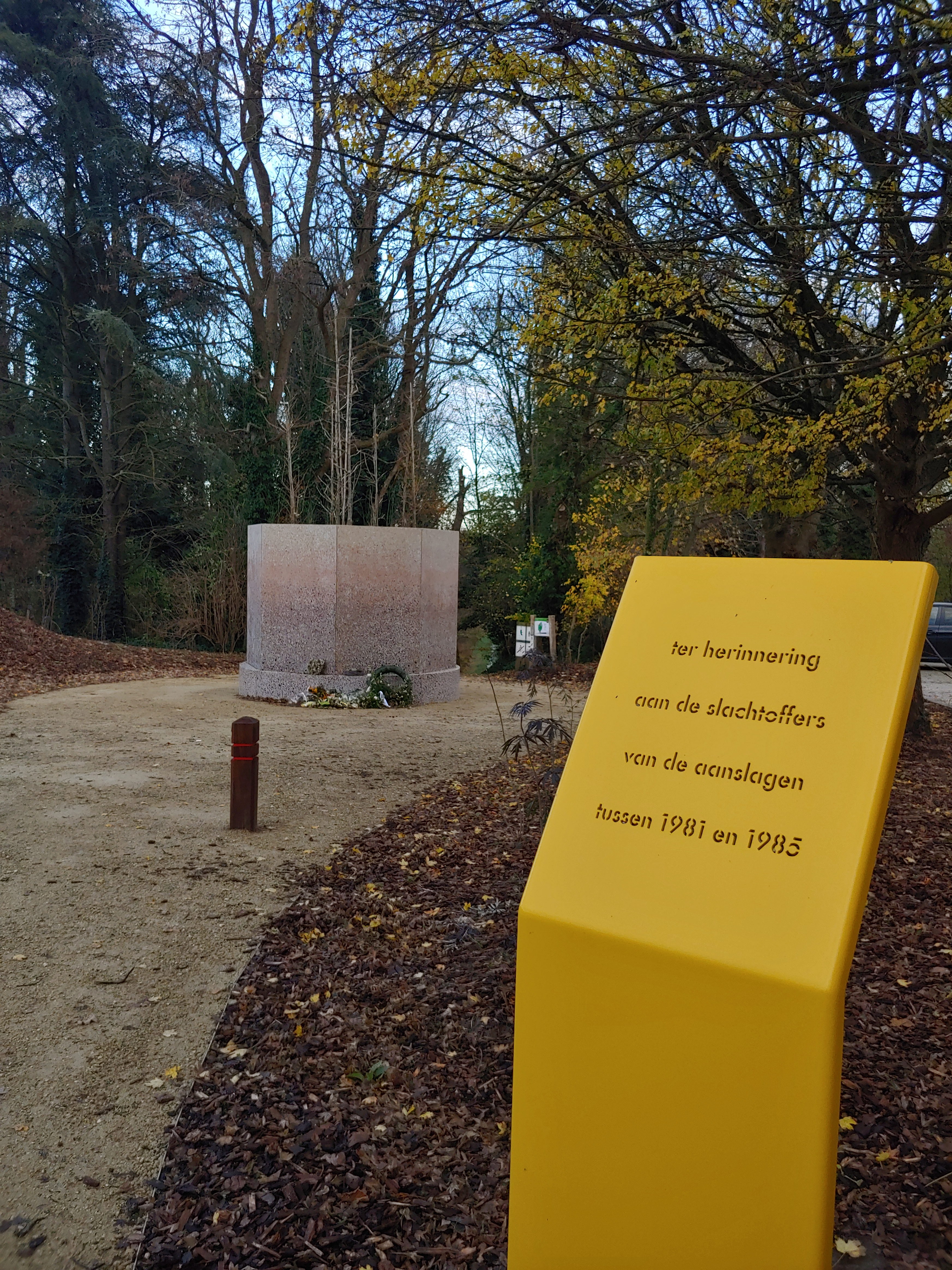
Monument voor de slachtoffers van de Bende van Nijvel, te Aalst.

De leden van de Bende van Nijvel werden niet ontmaskerd en ook hun motieven zijn tot op heden niet bekend. Het politieonderzoek verliep in de beginfase volgens sommigen chaotisch en onzorgvuldig. Hierdoor én omdat het aantal doden en gewonden hoog was maar de buit relatief gering, werd de bende vaak gezien als een organisatie met politieke motieven die bescherming genoot van hogerhand. Bewijzen voor deze stelling zijn nog niet gevonden.

## Geschiedenis
De Bende van Nijvel – de naam is door de pers gegeven – liet voor het eerst van zich horen in 1982. Toen betrof het een diefstal van een geweer uit een wapenwinkel in Dinant. De misdadigers toonden zich weldra van een gewelddadiger zijde. De misdrijven in 1982 en 1983 hadden een sterk uiteenlopend karakter – roofovervallen, autokapingen, inbraken – maar kenmerkten zich door het brute geweld waarmee de bende opereerde. De bende kreeg zijn naam na de nachtelijke inbraak in een Colruytsupermarkt in Nijvel, waarbij een man en een vrouw, die met hun auto kwamen tanken, werden gedood. Een gealarmeerde rijkswachtpatrouille werd beschoten en een andere nadien in een hinderlaag gelokt. Daarbij werd een rijkswachter gedood en zijn collega voor dood achtergelaten.
Voor zover bekend was de bende in 1984 niet actief, maar in 1985 sloegen de leden harder toe dan ooit. Op vrijdag 27 september 1985, rond 20.10u, en later rond 20.30u, pleegde de bende twee overvallen op twee Delhaizefilialen waarbij in totaal acht doden vielen. Eerst werd het filiaal in Eigenbrakel (Rue de la Graignette) overvallen (drie doden) en minder dan een half uur later dat in Overijse (Brusselsesteenweg) (vijf doden).
De overval op een Delhaizefiliaal in Aalst op zaterdagavond 9 november 1985 kostte acht mensen het leven. Het was de bloedigste en meteen ook laatste aanslag die officieel aan de Bende van Nijvel wordt toegeschreven. Merkwaardig is dat de overvallers reeds arriveerden slechts enkele minuten nadat een zwaarbewapende rijkswachtpatrouille op de parking "van hogerhand" de ongewone opdracht had gekregen hun observatiepost te verlaten, een half uur vóór sluitingstijd. Volgens een Aalsterse oud-rijkswachtofficier diende de extra rijkswachtbewaking minstens toezicht te houden tot ná het sluitingsuur en uiterlijk zelfs totdat de gepantserde geldwagen de dagopbrengsten van de supermarkt had opgehaald.
Op basis van getuigenverklaringen lijkt een vaste, harde kern van drie personen achter alle misdaden te zitten: een lange man (de 'reus') die de overvallen leidde, de moordenaar ('killer' in bendejargon) die de meeste moorden (23 van de 28) pleegde en een 'oudere man' die vooral als chauffeur fungeerde. De rest van de bende zou bestaan uit een wisselende groep criminelen.
Er zijn getuigenissen die doen vermoeden dat de 'killer' om het leven is gekomen toen de bende na de laatste overval in Aalst op de vlucht sloeg. Volgens het officiële politieverslag is de 'killer' door niet één maar twee agenten beschoten met vijf kogels. De Aalsterse politieagent Eddy Nevens schoot op de open achterklep van de vluchtauto, een Golf GTI, en zou die naar eigen zeggen ook geraakt hebben. Feit is dat de bende daarna niet meer van zich liet horen.
Op 9 november 1985 ontdekken motorcrossers in het Bos van La Houssière een uitgebrande stapel rommel met onder meer afstandsbedieningsapparaten, wapentijdschriften, wegenkaarten van de streek, afgestempelde cheques van de Delhaize in Overijse en handgeschreven notities van Claudine F., de toenmalige vriendin van verdachte Jean Bultot, de omstreden adjunct-gevangenisdirecteur van de gevangenis in Sint-Gillis.
Op 10 november 1985, enkele uren na de overval in Aalst, zouden getuigen kort na middernacht in het Bos van La Houssière twee mannen bij een Golf GTI hebben gezien naast een levenloos lichaam op de grond. Een dag later, op 11 november, bemerken getuigen, opnieuw kort na middernacht, dat personen zakken gooien in het water aan de draaikom Large de Fauquez van het Kanaal Brussel-Charleroi, nabij het Hellend vlak van Ronquières. Een jaar later zou blijken dat het ging om twee legerzakken met wapens, munitie en ander bewijsmateriaal. (Zie #Jaren 80.)

## Motieven

### Banditisme
Al vanaf het begin van het onderzoek was de Nijvelse procureur des Konings Jean Deprêtre ervan overtuigd dat de aanslagen werden gepleegd door gewone bandieten zonder politieke of terroristische motieven. Deze stelling werd jaren later bevestigd door de zogenaamde 'profilers'. Deze forensische psychologen identificeren seriemoordenaars door het opstellen van een psychologisch profiel op basis van een analyse van het gedrag en de robotfoto's van de daders en de plaatsen van hun misdaden. Op verzoek van de Waals-Brabantse onderzoeksrechters Jean-Claude Lacroix en Jean-Paul Raynal komen twee Franse profilers in 2001 tot de conclusie dat de aanslagen het werk waren van marginalen, paria's (vb. uit het zigeunermilieu) die brutaal, onberedeneerd maar vastbesloten handelden uit een verlangen naar geweld, avontuur en gemakkelijk geldgewin, zelfs al was de buit uiterst gering zoals bij de nachtelijke overval op de Colruyt in Nijvel. Nog volgens de Franse experts getuigde de modus operandi van de groep eerder van "een natuurlijk jachtinstinct" dan van een professionele (para)militaire opleiding en zou de groep zijn geleid door een psychopaat met een toenemend pathologisch verlangen om te doden. In 2012 komt de Belgische profiler Daniële Zucker eveneens tot de conclusie dat de daders psychopaten zijn, mogelijk drugsverslaafden, zonder politieke motieven en werken als mecaniciens, garagisten, lassers, schroothandelaars of koks.
De hypothese van de profilers staat in schril contrast met de mening van de speurders van de Dendermondse Delta-cel o.l.v. onderzoeksrechter Freddy Troch, de conclusies van zowel de eerste (o.l.v. André Bourgeois, 1988-1990) als de tweede parlementaire onderzoekscommissie (de zgn. 'Bendecommissie-bis' o.l.v. Tony Van Parys, 1996-1997), de getuigenissen van o.a. Diane-oprichter kolonel Arsène Pint en vele onderzoeksjournalisten.

### Wapen- en drughandel en afpersing
Ook illegale wapen- en drugshandel en afpersing worden als motieven genoemd. Bij deze laatste theorie wordt ervan uitgegaan dat de misdadigers sommige slachtoffers doelbewust kozen. Een vroegere bankier Leon Finné, gedood in Overijse, zou bij illegale wapentransacties betrokken zijn geweest. Ook het koppel Jacques Fourez-Elise Dewit zou niet zomaar zijn vermoord. Van deze twee werd gezegd dat ze iets met de Roze Balletten te maken hadden en goede banden hadden met een ander slachtoffer, Jacques Van Camp. Van Camp was jarenlang architect van de familiale Brusselse bouwgroep Blaton en was daarna in de horecasector gestapt.
Dat deze mensen elkaar echt kenden is nooit aangetoond. Ook voor het verhaal dat ze alle vier lid waren van de CEPIC (Centre Politique des Indépendants et des Cadres chrétiens), het studiebureau van de rechtervleugel van de PSC, is in het politieonderzoek geen bewijs te vinden, maar het ging in de media wel een eigen leven leiden.
Behalve afpersing van personen behoort ook afpersing van de supermarktketens tot de mogelijke verklaringen. Het is echter nooit aangetoond dat een van de overvallen ketens afgeperst is of betaald heeft. In de media werden ook de vroegere rijkswachters Madani Bouhouche en Robert Beijer veelvuldig als betrokkenen genoemd, evenals hun vroegere kennis Jean Bultot. Hoewel Bouhouche en Beijer een reeks spraakmakende misdrijven op hun kerfstok hadden – waar ze ook voor veroordeeld werden – zijn er geen concrete bewijzen die hen verbinden met de Bende van Nijvel. De geruchten hierover blijven echter hardnekkig, mede omdat bij Bouhouche plannen werden aangetroffen om warenhuizen af te persen.

### Politiek terrorisme
Reeds in maart 1985 stelden de BOB'ers van de Waverse Infosectie III van de Rijkswacht Gérard Bihay, Frans Balfroid en Guy Dussart in een vertrouwelijke synthesenota gericht aan onderzoeksrechter Jean-Marie Schlicker, als eerste dat de Bende-overvallen ook moeten worden gelinkt aan geïnfiltreerde extreemrechtse militanten (Front de la Jeunesse, Groep G) binnen de rijkswacht met het oog op "het destabiliseren van West-Europese staten". Kort daarna worden de bewuste speurders door rijkswachtofficier Jean-Luc Duterme, de latere directeur van de federale politie in Charleroi, van de zaak gehaald en gedegradeerd naar de verkeerspolitie. Wanneer Jean-Marie Schlicker zelf in alle discretie de politieke piste van extreemrechtse infiltratie (door o.m. Westland New Post van Paul Latinus) in de rijkswacht gaat onderzoeken, krijgt ook hij te kampen met bedreigingen en tegenwerking. De Nijvelse procureur des Konings Jean Deprêtre verwijt hem publiekelijk geobsedeerd te zijn omwille van zijn Joodse afkomst. In 1987 wordt Schlicker op non-actief gezet m.b.t. de Bende-dossiers.
Als mogelijk financier werd de omstreden edelman Benoît de Bonvoisin genoemd. Als gevolg van de overvallen van de bende werd het materieel van de dienst bij de rijkswacht verbeterd.
De complottheorie dat de bende wellicht uit (oud-)rijkswachters en extreemrechtse militanten bestond en met de acties het land wilde destabiliseren heeft in de media veel aandacht gekregen en wordt ook door onderzoeksjournalisten als Walter De Bock, Douglas De Coninck, Hugo Gijsels, Paul Ponsaers, Guy Bouten, Dirk Barrez en andere auteurs van artikelen of boeken over de Bende van Nijvel, geloofwaardig geacht. Dat de overvallen met 'militaire precisie' werden uitgevoerd versterkt deze hypothese. Toch is er geen overtuigend bewijs gevonden om extreemrechts of enig andere politiek geïnspireerde organisatie, aan de bendecriminelen te koppelen.
Wel staat vast dat zowel extreemrechtse militanten als de Bende van Nijvel de bossen van La Houssière goed kenden. Een aantal rechtse extremisten hield er schietoefeningen, de bende stak er een vluchtwagen en een hoop rommel in brand en dumpte wapenzakken in het nabijgelegen kanaal. Jean Bultot, de omstreden adjunct-gevangenisdirecteur en bekend vanwege zijn extreemrechtse sympathieën, was, evenals Bouhouche, een fanatiek beoefenaar van de schietsport practical shooting. Ook kende hij De Staerke. Hij werd verdacht van heling, vluchtte naar Paraguay en later Zuid-Afrika, vanwaar hij de ene na de andere theorie over de Bende van Nijvel spuide aan wie het maar horen wilde.

### Geheime diensten / Gladio
Volgens onderzoeksjournalist Guy Bouten zou de Amerikaanse inlichtingendienst CIA met zijn harde, anticommunistische acties sommige extreemrechtse rijkswachters, zoals de in de VS speciaal opgeleide, gewezen NAVO-medewerker majoor Jean-Marie Bougerol, er toe hebben aangezet om met de terroristische overvallen een angstpsychose onder de bevolking te creëren met de bedoeling dat de Europeanen opnieuw hun toevlucht zouden nemen tot de bescherming en het repressieve beleid van de VS. Ook volgens een onderzoek van de Belgische senaat pasten deze misdaden mogelijk binnen het Gladio-netwerk van de Amerikaanse inlichtingendiensten, dat de invloed van het communisme in West-Europa moest ontmoedigen.
Leden van de Belgische 'Parlementaire onderzoekscommissie belast met het onderzoek van de recente onthullingen over het bestaan in België van een clandestien internationaal inlichtingennetwerk', bekend als de commissie-Gladio (1990), verdedigden dit verband. Commissievoorzitter Roger Lallemand schreef de aanslagen toe aan het werk van buitenlandse geheime diensten, die als doel hadden de binnenlandse Belgische democratie te beïnvloeden. Hij meende dat de terreuraanslagen van de jaren tachtig vooral een media-effect moesten veroorzaken. Deze geheime diensten gebruikten daarvoor beurtelings extreemlinkse of extreemrechtse groeperingen.
Oud-adjunct-gevangenisdirecteur Jean Bultot en gewezen rijkswachters Martial Lekeu en Robert Beijer legden gelijkaardige getuigenissen af. Lekeu werd hierover ook door de speurders ondervraagd maar veranderde toen zijn verklaringen. Ook Bultot en Beijer hebben naderhand andere theorieën verkondigd, die op punten in tegenspraak zijn met hun eerdere getuigenissen over Gladio.
De onregelmatigheden in het onderzoek naar de Bende van Nijvel en de CCC zouden in 1991 leiden tot de oprichting van een parlementair overzichtscomité dat de inlichtingendiensten controleert, het zogenaamde Comité I. Het comité vond geen overtuigend materieel bewijs van een rechtstreekse betrokkenheid van een geheime dienst aan de bendemisdrijven.

## Onderzoek

### Jaren 80
Het onderzoek naar de Bende van Nijvel bleef aanvankelijk zonder concreet resultaat. De Bende van Nijvel had dan ook handig en met kennis van zaken gebruikgemaakt van de complexiteit van de Belgische staatsinrichting, door zowel aan weerszijden van de taalgrens als in verschillende gerechtelijk arrondissementen te opereren en de openlijke rivaliteit (de zgn. "Guerre des flics") tussen de diverse opsporings- en politiediensten (Staatsveiligheid versus rijkswacht versus Gerechtelijke Politie) optimaal uit te buiten. Het toenmalige politiealarm waarbij een aantal diensten in actie kwamen en versperringen werden geplaatst, werd niet op tijd ingezet als gevolg van de hiërarchische structuur van de rijkswacht. Deze laatste liet na een provinciaal of landelijk alarm af te kondigen na de overval in het Waalse Eigenbrakel, waardoor interventiediensten in Vlaanderen geen verband konden leggen op het moment dat ze in actie moesten komen na de tweede overval op die dag in Overijse.
Nadat een in 1985 door procureur Deprêtre bevolen bescheiden zoekactie in het Kanaal Brussel-Charleroi aan de zwaaikom nabij het Hellend vlak van Ronquières niks had opgeleverd, besloot onderzoeksrechter Freddy Troch een jaar later om het kanaal op nagenoeg dezelfde plaats opnieuw te laten dreggen, ditmaal grondiger en gerichter. Op 6 november 1986 haalt het duikersteam van de genie van Burcht in opdracht van de Delta-cel twee legerzakken met wapens en een geldzak vol munten uit het water. De zakken zijn volgestouwd met wapens (waaronder de door de Bende vaak gebruikte .22 Long Rifle) of onderdelen ervan (zoals in stukken gezaagde Beretta en Ingram-machinegeweren), munitiegordels, kogelvrije vesten (met name de in Temse gestolen vesten van Wittock-Van Landeghem) of delen ervan, patronen (waaronder de plastic "Legia"-eendenhagel gebruikt in Aalst) alsook een babykoffer (kleine geldkoffer) en de kassalade (met de cheques er nog in) van de Delhaize in Aalst. Op basis van het ballistisch onderzoek van het opgeviste bewijsmateriaal konden de verschillende Bende-overvallen nu met zekerheid aan elkaar worden gelinkt. Volgens Minister van Justitie Koen Geens evenwel "waren er pogingen ondernomen om het onderzoek te manipuleren". De minister verwijst daarmee naar een rapport van het Nationaal Instituut voor Criminalistiek en Criminologie (NICC) uit 2013 waarin gesteld werd dat het onmogelijk was dat die wapens een jaar lang in het water hadden gelegen. Intussen werden de omstreden bevindingen na tegenspraak van de Delta-cel reeds door het Instituut zelf gerelativeerd en uiteindelijk zelfs ingetrokken. In een reactie op de persmededeling van het federaal parket van 30 oktober 2018 dat het opgehaalde materiaal slechts maximaal 48 uren in het water kon hebben gelegen wees Troch er sceptisch op dat o.m. de gevonden babykoffer reeds sporen van corrosie vertoonde en dat de overige vondsten uit het slijk werden gegraven.
Het parket in Bergen beschuldigde de zogenoemde 'Borains' – een groepje randfiguren uit de Borinage – ervan de bendemisdrijven van 1982 en 1983 te hebben gepleegd. De rechtbank in 1988 sprak ze vrij. De aanklacht was louter gebaseerd op tegenstrijdige, onder dwang verkregen bekentenissen en onjuist ballistisch onderzoek.
Van de overvallen in 1985 werd slechts eenmaal iemand officieel verdacht: Philippe De Staercke, een beroepsmisdadiger die in 1987 tot twintig jaar werd veroordeeld voor een reeks andere feiten. In mei 2001 werden de beschuldigingen tegen hem in verband met de Bende van Nijvel ingetrokken bij gebrek aan bewijs. De Staercke zou voor de overval in Aalst op verkenningstocht zijn geweest. De vroegere woonwagenbewoner uit de Brusselse zuidrand beantwoordde in veel opzichten aan het daderprofiel. Dat werd echter pas opgesteld nadat de beschuldigingen tegen hem werden ingetrokken.
Na de vele blunders in het gerechtelijk onderzoek tegen de bende van de Borinage besliste het Hof van Cassatie op 21 januari 1987 om het Nijvels parket het onderzoek "wegens niet objectief" te ontnemen en over te dragen aan het parket van Charleroi. Daar neemt onderzoeksrechter Jean-Claude Lacroix het dossier over van zijn collega Jean-Marie Schlicker. Parallel aan dit onderzoek blijft ook Freddy Troch van de Delta-cel van het parket van Dendermonde verder werken, evenals onderzoeksrechter Luc Hennart die exclusief bevoegd is voor de criminele dossiers in Brusselse zakenmilieu.

### Jaren 90
In de ogen van de nabestaanden van de slachtoffers, de media en publieke opinie was het parket van Dendermonde o.l.v. onderzoeksrechter Freddy Troch het meest doortastend in zijn aanpak, ondanks het feit dat het zich maar met een klein deel van het dossier mocht bezighouden. Toch besliste het college van procureurs-generaal, op dat moment voorgezeten door minister van Justitie Melchior Wathelet, op 1 oktober 1990 om het bende-onderzoek over te hevelen van Dendermonde naar het parket van Charleroi. Daar werd een nieuw onderzoeksteam opgericht, de 'Cel Waals-Brabant' (CWB). Deze nieuwe onderzoekseenheid, ook wel bekend als de 'Cel Jumet', werd geleid door Lionel Ruth en stond onder voogdij van procureur-generaal George Demanet. De centralisatie van het dossier in Charleroi oogstte veel kritiek en werd door velen beschouwd als de definitieve doodsteek van het onderzoek. Op 11 december 1990 werd Freddy Troch, die nochtans voorstander was van een centralisering van het onderzoek in Brussel, door de kamer van inbeschuldigingstelling van Gent ontheven uit zijn functie als onderzoeksrechter.
Ook werd Patrick Haemers verdacht deel uit te maken van de Bende van Nijvel. De gewelddadige aanpak van de bende leek erg op die van de bende Haemers. De politie kwam tijdens het onderzoek vaak in aanraking met het Brusselse misdaadmilieu van de jaren tachtig waarin Patrick Haemers verzeild was. In het onderzoek naar de Bende van Nijvel is sprake van 'de reus'. Dit profiel werd geassocieerd met Patrick Haemers, vanwege zijn grote lichaamslengte. Hij schoot ook wild in het rond als iemand die onder de invloed van drugs leek te zijn. Haemers stond immers bekend om zijn cocaïnegebruik tijdens bankovervallen. Sommige getuigen waaronder slachtoffer David Van de Steen beweerden jaren na de feiten dat ze Haemers herkenden als dader omwille van de pukkel naast de neus, en de typische heldere blauwe ogen.
Op 13 juni 1996 keurde de Kamer van volksvertegenwoordigers een tweede parlementaire onderzoekscommissie goed, geleid door Tony Van Parys. Op 14 oktober 1997 luidde de eindconclusie dat "er tot op heden geen materiële aanwijzingen zijn om de hypothese te ondersteunen dat extreemrechts, in de vorm van een of andere organisatie zoals Westland New Post of Front de la Jeunesse, daadwerkelijk betrokken zou zijn bij de aanslagen van de Bende van Nijvel." Toch sluit Van Parys niet uit dat sommige extreemrechtse rijkswachters (Groep G) via brutale overvallen een regime wilden uitlokken dat meer autoritair was. Volgens hem is de piste van een eventuele betrokkenheid van gewezen rijkswachters niet coherent en onvoldoende consequent onderzocht. Van Parys verwijst hiervoor onder meer naar de diefstal van gesofisticeerde anti-terreurwapens bij de Groep Diane in de rijkswachtkazerne van Etterbeek op 1 januari 1982.
Om het Bende-onderzoek een nieuw elan te geven, lanceert de Cel Waals-Brabant o.l.v. rijkswachter Lionel Ruth op 19 oktober 1998 tijdens een persconferentie een grootscheepse opsporingscampagne waarbij metersgrote gele affiches met robotfoto's van de Bende-verdachten over het ganse land worden verspreid. De bevolking wordt gevraagd om alle mogelijke relevante informatie aan de Cel te melden. In totaal zouden zo'n 1300 burgers op de oproep reageren.

### Jaren 2000
Tussen 27 september en 5 oktober 2004 zocht het gerecht in het Bos van Houssière bij 's-Gravenbrakel vergeefs naar het lichaam van de moordenaar. Wel doken twee kogels op, twee kogelhulzen, een jas, een uurwerk en oude munten. De munitie was van eenzelfde type als gestolen werd bij de bendeoverval op wapenhandel Dekaise in Waver. Een herhaling van de graafwerken in maart 2005 bleef eveneens vruchteloos.
Begin 2006 waren er huiszoekingen in het zuiden van Frankrijk in het huis van de crimineel Madani Bouhouche. Deze was er in december 2005 dood aangetroffen, nadat hij er vijf jaar als een kluizenaar had geleefd sinds zijn vrijlating. Hij kwam om toen hij aan het houthakken was en de thesis van een ongeval werd bevestigd.
In februari 2010 werd speurder Lionel Ruth, die al 25 jaar bij het onderzoek betrokken was en de laatste jaren een leidende functie had, van het onderzoek gehaald en geschorst. Ruth zou jarenlang een wapen hebben bewaard dat toebehoorde aan de voormalige vriendin van de meermaals als verdachte genoemde Jean Bultot. Dit wapen zou echter niet door de Bende van Nijvel zijn gebruikt. Directeur Lionel Ruth wordt opgevolgd door gewezen rijkswachtofficier Jean-Luc Duterme die een vertrouwenspersoon aan het hoofd van de CWB plaatst. De CWB-top gaf het vernieuwde onderzoeksteam daarna de opdracht een deel van het drie miljoen pagina's tellende Bende-dossier te verbranden. Wanneer de dissidente speurder Eddy Vos op 19 april 2012 via een pv bezwaar maakt tegen deze 'opruiming' van de naar eigen zeggen bijzonder waardevolle documenten wordt hij disciplinair geschorst wegens insubordinatie en kan hij na 16 jaar Bende-onderzoek beschikken.
Op 2 juni 2010 publiceerden de speurders een nieuwe robotfoto van een man die lid zou zijn geweest van de Bende van Nijvel. De foto leverde de eerste dag driehonderd tips op.
Eind november 2010 onthulde de krant De Morgen dat de speurders meenden een van de daders te herkennen. Het zou gaan om Dominique Salesse, een voormalige kompaan van Philippe De Staercke en lid van de Bende van Baasrode. De man zou sterk lijken op de robotfoto die tijdens de tv-reconstructie van de overval in Aalst werd getoond. Salesse ontkent elke betrokkenheid.

### Jaren 2010
Op dinsdag 25 juli 2017 zochten de politie, het Belgische leger en de Civiele Bescherming naar wapens in vijvers te Adinkerke. De aanleiding van de zoekactie was een verklaring van een politie-informant.
Nadat in het verleden enkele personen met 'de reus' werden vereenzelvigd (Claude Nitelet, Michel Libert) leek er in oktober 2017 een doorbraak te zijn in het bende-onderzoek en de ontmaskering van 'De Reus'. Het zou gaan om Christiaan B., een voormalig rijkswachter en oud-lid van de toenmalige elite-eenheid Groep Diane. B. zou op zijn sterfbed, vlak voor zijn overlijden in mei 2015, aan zijn broer hebben opgebiecht te maken te hebben gehad met de Bende van Nijvel. Met zijn rijzige gestalte, slank figuur en smal gezicht lijkt hij perfect te beantwoorden aan de robotfoto (nr. 19) en de lichaamsomschrijving die ooggetuigen van de overvallen destijds in hun verklaring hebben afgelegd. De vermoedens werden versterkt door B.'s gebrekkige alibi, met name het feit dat hij telkens verlof nam op de dag van een bloedige overval en zich voor de aanslag in Aalst eveneens ziek meldde wegens een voetblessure. Ook diens (para)-militaire achtergrond stemt overeen met het getuigenprofiel van een professioneel opgeleid commando-lid die mankte tijdens de overval in Aalst. Bovendien zouden de Bende-verdachten Madani Bouhouche en Robert Beijer goede bekenden van hem zijn, aldus nog de broer.
Marc V.D., een jeugdvriend uit de jaren 70 en 80, had reeds in 1999, na diens onmiddellijke herkenning uit de eind '98 openbaar gemaakte robotfoto's, aangifte gedaan bij de Cel Waals-Brabant in Jumet. De voormalige eerste wachtmeester van de rijkswacht werd evenwel nooit ondervraagd. Het zou nog tot 2016 duren vooraleer het van Christiaan B. in 2000 afgenomen speekselstaal effectief op eventuele DNA-overeenkomsten werd getest. Zowel de Luikse procureur-generaal Christian De Valkeneer, toenmalig hoofd van het onderzoek, als de Bende-slachtoffers achtten de onthullingen zeer geloofwaardig.
In november 2017 meldde Jef Vermassen, advocaat van een van de overlevende Bende-slachtoffers, dat een agent had verklaard dat de rijkswacht een halfuur voor de overval op 9 november 1985 in Aalst te horen kreeg dat ze moesten verdwijnen. Ook de Gerechtelijke Politie werd na vijf weekends van observaties weggestuurd, drie dagen voordat de bende zou toeslaan.
Op 30 oktober 2018 verklaarde het federaal parket bij monde van Eric Van Der Sypt in het VTM-opsporingsprogramma Faroek formeel dat "(...) op basis van de elementen van het dossier, na alles te hebben bekeken, Christiaan B. niet de zogenaamde 'reus' van de Bende was". In dezelfde persmededeling roept het parket tevens de (mede)daders op om, in ruil voor strafvermindering op basis van de nieuwe wet op de spijtoptanten, zich te melden, mee te werken of bekentenissen af te leggen. Zowel de familie van B. als bende-overlever Van de Steen reageren verbijsterd op de gewijzigde opstelling van het parket en wijzen erop dat zowel procureur-generaal De Valkeneer als inspecteur Jean-Philippe Gortz, beiden overtuigd van het tegendeel, kort voordien door het parket van het onderzoek werden gehaald.

### Jaren 2020
Op 28 juni 2024 kondigde het federaal parket aan het onderzoek stop te zetten, met de mededeling dat alle mogelijke onderzoeksdaden werden verricht en dat er geen verdere actieve onderzoeksdaden meer kunnen worden gesteld.
In januari 2025 oordeelde de kamer van inbeschuldigingstelling van Bergen dat een piste in het onderzoek naar de Bende van Nijvel nader onderzoek verdient.

## Overzicht van de gepleegde feiten
Bij dit overzicht moet opgemerkt worden dat de omvang van de buit al naargelang de bron verschilt. Ook zijn enkele autodiefstallen niet vermeld.
- 13 maart 1982: winkeldiefstal Dinant. Een eendenroer (geweer met lange loop) wordt gestolen.
- 14 augustus 1982: overval kruidenierszaak in Maubeuge (Frankrijk). Geen doden, thee, wijn en champagne buit.
- 30 september 1982: wapenhandelaar Dekaise in Waver. 1 dode agent, vijftiental wapens buit, waaronder machinepistolen.
- 22 december 1982: restaurant in Beersel. 1 dode door foltering, borden, koffie, wijn en champagne buit.
- 12 januari 1983: dode taxichauffeur gevonden in Bergen.
- 11 februari 1983: Delhaize Genval. Geen doden, 692.384 BEF buit.
- 25 februari 1983: Delhaize Ukkel. Geen doden, 600.000 BEF buit.
- 3 maart 1983: Colruyt Halle. 1 dode, 704.077 BEF buit.
- 7 mei 1983: GB-supermarkt Houdeng-Gœgnies. Geen doden, 800.000 BEF buit.
- 10 september 1983: textielbedrijf Wittock-Van Landeghem in Temse. Er vallen 1 dode en 1 zwaargewonde bij het echtpaar dat er woont als conciërge. De buit bestaat hoofdzakelijk uit 7 prototypes van gesofisticeerde kogelwerende kevlar-vesten die werden bewaard in een kluis in het labo naast de conciërgewoning. Slechts zeer weinig personen kenden van het bestaan van deze vesten of wisten waar ze bewaard werden.[40]
- 17 september 1983: Colruyt Nijvel. 3 doden: 1 agent en het koppel Fourez-Dewit.
- 2 oktober 1983: restaurant Aux Trois Canards in Ohain. 1 dode: de uitbater: Jacques Van Camp. Tevens auto gestolen.
- 7 oktober 1983: Delhaize Beersel. 1 dode, 1.300.000 BEF buit.
- 1 december 1983: juwelier in Anderlues. 2 doden, enkele juwelen buit.
- 27 september 1985: Delhaize Eigenbrakel. 3 doden, 200.000 BEF buit.
- 27 september 1985: Delhaize Overijse. 5 doden, onder wie bankier Léon Finné, 991.103 BEF buit.
- 9 november 1985: Delhaize Aalst. 8 doden, 937.777 BEF buit.

Totaal: 28 doden, 40 gewonden, 6 à 7 miljoen BEF (omgerekend ca. 340.000 à 400.000 euro (waarde 2023)) buit.
In november 2015 zou deze laatste overval verjaren.
Door een wetsontwerp van minister Koen Geens is deze termijn echter met 10 jaar verlengd.

## Populaire cultuur
- In de stripreeks Nero door Marc Sleen speelde de bende in het album De Gouden Patatten (1984) een grote rol.
- In het boek Het Sigmaplan (1986) van Jeff Geeraerts is sprake van een vervolgaanslag na de aanslagen van de Bende Nijvel en de CCC. Het verhaal is niet gebaseerd op feiten. De auteur suggereert dat de acties van de Bende van Nijvel niet het werk zijn een handvol marxistische doordravers, maar een vooropgezet politiek plan van de Belgische Veiligheidsdienst om meer macht aan het gerechtsapparaat toe te kennen.[44]
- De film Le bal masqué (1998) van Julien Vrebos is gebaseerd op de aanslagen van de Bende van Nijvel.
- In het boek Zwarte Tranen (1999) van Tom Lanoye is er sprake van 'De Bende van de Panter', een bende die vestigingen van fictieve supermarktketen 'De Panter' overvalt en telkens menselijke slachtoffers maakt. Dit is ook een verwijzing naar de bende, en De Panter is een verwijzing naar Delhaize De Leeuw, waar een groot deel van de moorden heeft plaatsgevonden.
- In 2016 creëert kunstenaar Hans Defer de ruimtelijke installatie Amnesia: a monument for the living/a labyrinth for the dead rond het dossier van de Bende van Nijvel.[45][46]
- In oktober 2018 verscheen de film Niet Schieten van Stijn Coninx over de aanslag van de Bende op de Delhaize in Aalst in 1985. De rolprent is gebaseerd op het in 2010 geschreven boek Niet schieten, dat is mijn papa! van Bende-slachtoffer en ooggetuige David Van de Steen.
- In februari 2021 maakt de populaire Belgische podcast De volksjury een 4-delige special over de feiten en theorieën van de Bende van Nijvel.
- De tv-serie 1985 volgt tijdens de woelige jaren 80 drie jongeren die in en rond Brussel te maken krijgen met de Bende van Nijvel.
- Filosoof Ernesto de Montisalbi plaatst de Bende van Nijvel begin 2024 in zijn werk Grievous Reminiscence als een moreel tegenwicht tegen andere criminele figuren uit de jaren 1960-1990. Door opvallende gelijkenissen in gezichtskenmerken tussen leden van deze beruchte bende en die van Salvatore Riina, zoals Bernardo Riina, Matteo Messina Denaro, Bernardo Provenzano, Vicenzo Puccio, Pino Greco en Riina zelf, wordt een geloofwaardig narratief geschetst dat de moraliteit van hun mogelijke motieven ter discussie stelt.[47]

## Herdenkingsmonument
Op 8 november 2023 werd het herdenkingsmonument in Aalst onthuld om de slachtoffers van de Bende van Nijvel te herdenken. Het stelt een achthoekig monument voor dat overeenkomt met een bloempot, iedere zijde staat symbool voor een van de acht slachtoffers te Aalst. Er groeien weliswaar bomen in plaats van bloemen in. Het monument bevindt zich ter hoogte van de ingang van het Aalsterse Osbroek, alsook deels op de parking van de Delhaize waar de aanslag plaatsvond. De bomen die in het monument groeien zijn Japanse notenbomen (Ginkgo biloba).

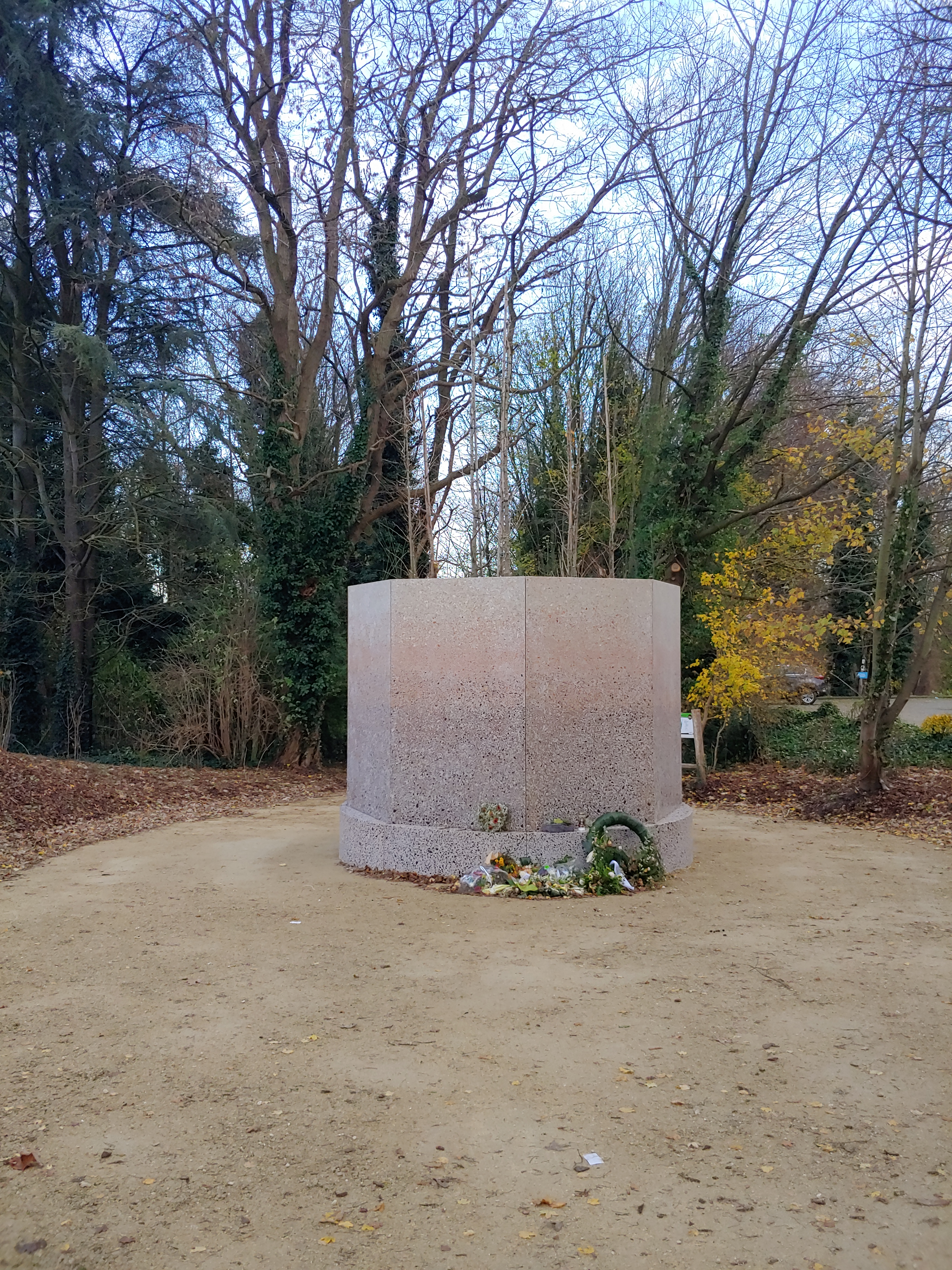
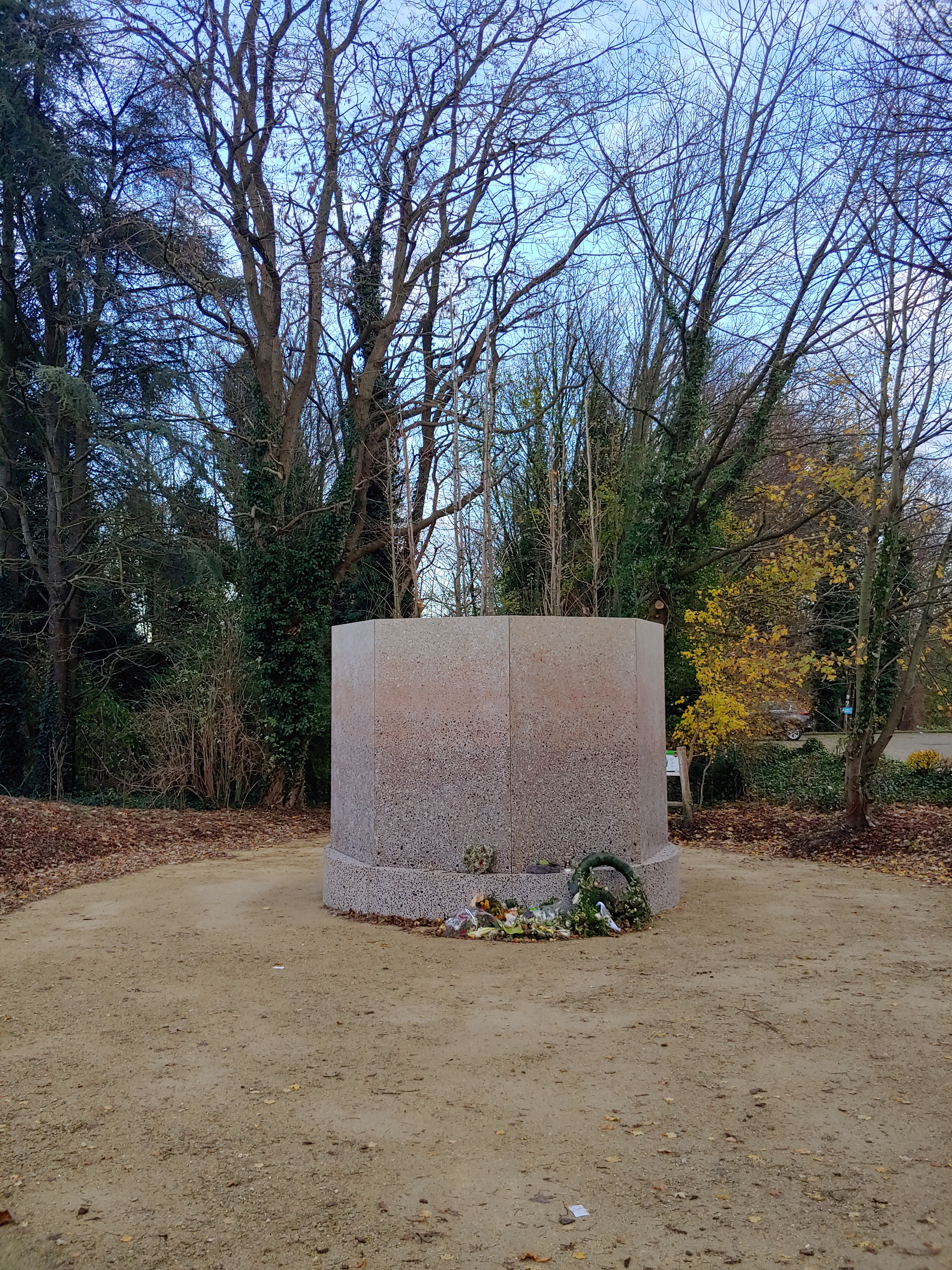
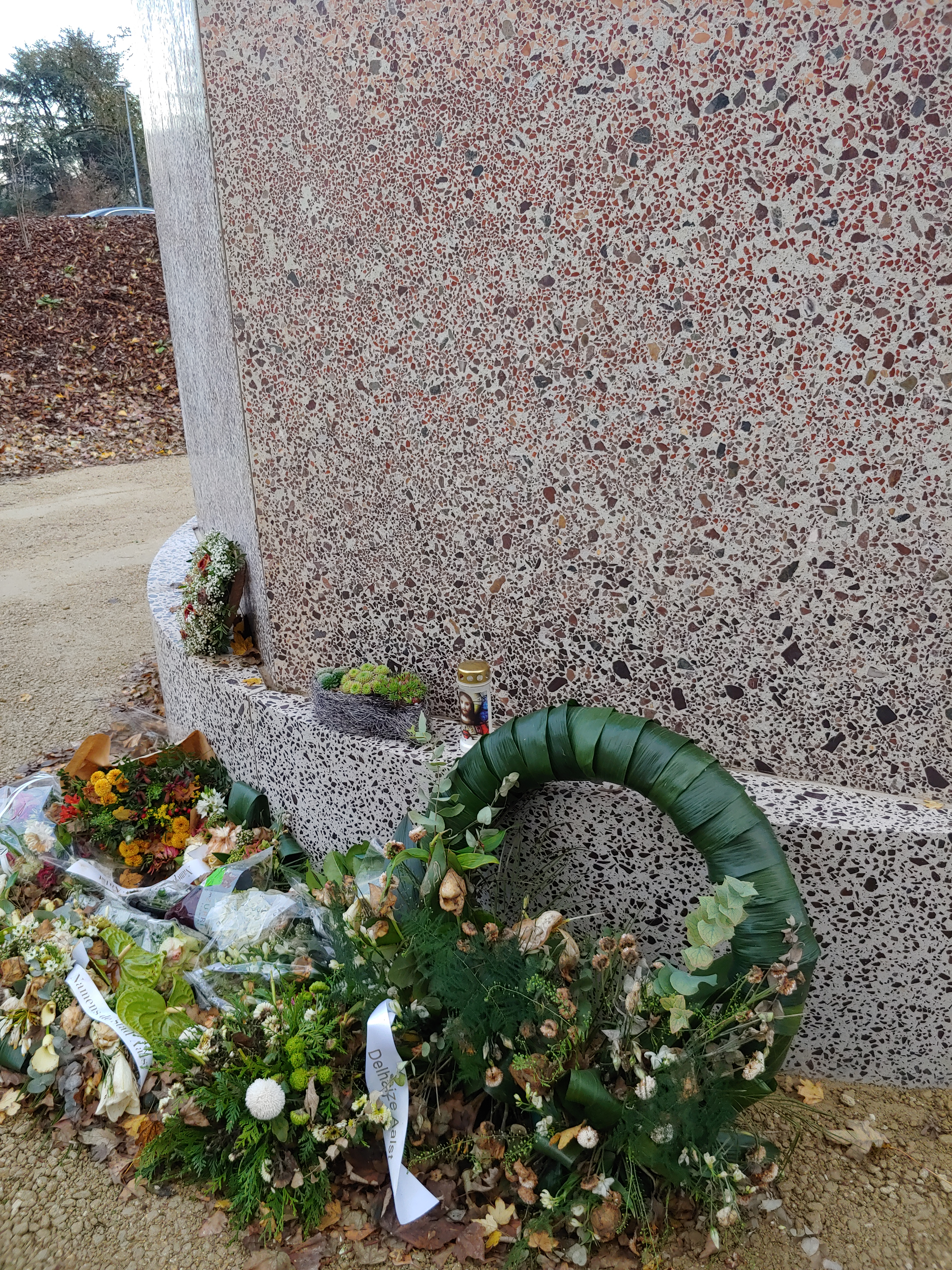
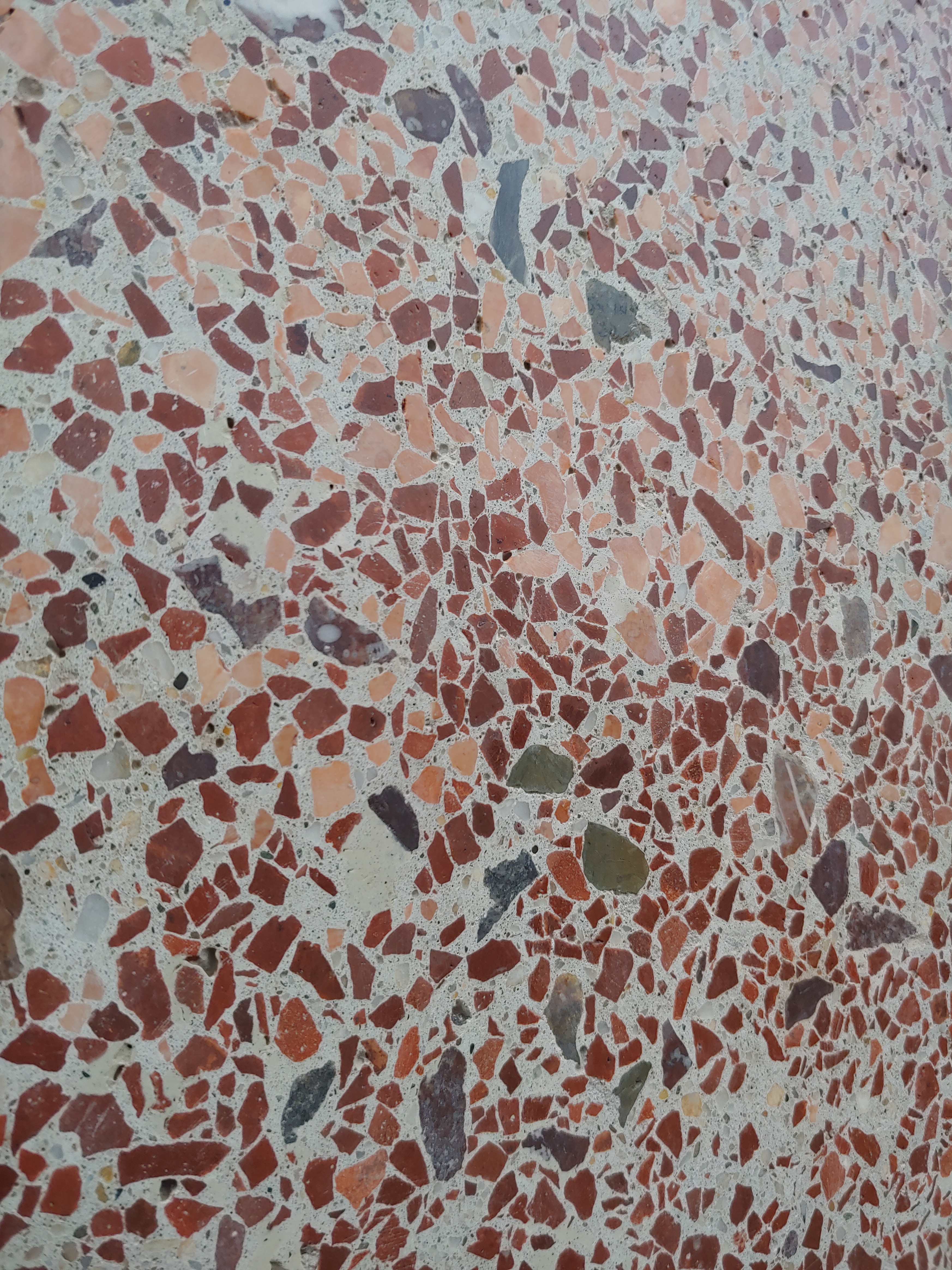
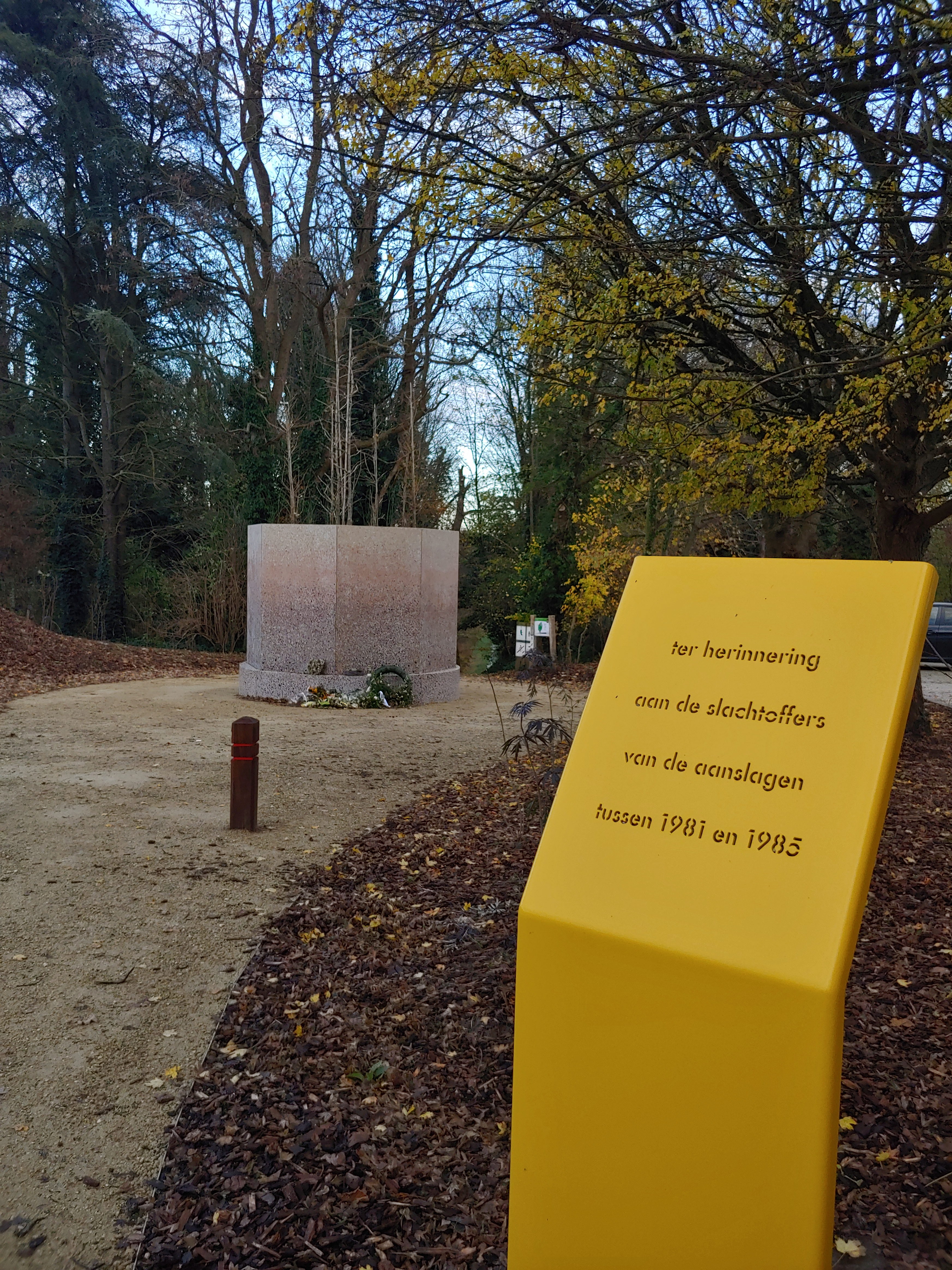